# Reihung (Liste)
Reihung steht für:
- Aneinanderreihung, Folge von Elementen, die optisch oder funktional eine Reihe bilden, d. h. in einem linearen Zusammenhang stehen

- Reihenfolge, Anordnung mehrerer Elemente in einer geordneten Folge mit ausgewiesener Richtung

- in der Informatik:
  - allgemein eine Datenstruktur
  - und im Besonderen ein Datenfeld, siehe Feld (Datentyp)

- in der Literatur:
  - Asyndeton, Reihung ohne verbindende Konjunktion
  - Polysyndeton, Reihung mit derselben verbindenden Konjunktion

- in der Sprachwissenschaft:
  - Durchkopplung: Ein Kompositum aus zwei oder mehr freien Morphemen.

- im Eisenbahnwesen:
  - die Abfolge von Betriebsstellen auf einer Fahrplantrasse
  - die Reihenfolge der Wagen in einem Zug, siehe Wagenreihung

Siehe auch:
- Reihe
- Reihung
- Sequenz